# Bludný balvan Barstyčiai
Bludný balvan Barstyčiai nebo jen kámen Barstyčiai, litevsky Barstyčių akmuo nebo Puokės akmuo a žemaitsky Barstītiu kūlis, je největší doposud nalezený bludný balvan v Litvě. Nachází se u malého jezírka ve vesnici Puokė u města Barstyčiai (Barstyčių seniūnija, okres Skuodas) v Klaipėdském kraji.

## Geologie a historie
Bludný balvan Barstyčiai je tvořen žulou (granitem), přesněji pegmatitem. Na místo byl transportován zaniklým ledovcem v době ledové odněkud z jižního Švédska. V roce 1957 dělníci objevili při melioračních výkopech obrovský balvan. Většina objemu balvanu se nacházela v ledovcových usazeninách pod povrchem a nad povrch vyčníval pouze vršek kamene. Vzhledem k velikosti balvanu bylo rozhodnuto o jeho vykopání. Po vykopání a následném měření, které vedl Petras Grigaitis, se zjistilo, že kámen je největším doposud nalezeným bludným balvanem v Litvě. Svými rozměry odsunul populární bludný balvan Puntukas na druhé místo v Litvě. Bludný balvan je také zapsán v Litevské knize rekordů a od roku 1968 je památkově chráněn jako geologická památka a od roku 1985 je chráněn jako celorepubliková geologická památka. Balvan je, podobně jako mnohé další balvany v Pobaltí, opředen legendami a v tomto případě nejčastěji o pohanském obětišti, posvátném kameni a nevěře.
| Charakteristiky balvanu | Charakteristiky balvanu |
| ----------------------- | ----------------------- |
| Délka                   | 13,35 m                 |
| Šířka                   | 7,53 m                  |
| Výška                   | 3,6 m                   |
| Největší obvod          | cca 32 m                |
| Hmotnost                | cca 680 t               |

## Další informace
V okolí se nachází parkoviště a místo, které je celoročně volně přístupné, bylo odvodněno, upraveno a osázeno stromy a keři a vybaveno také posezením pro turisty.

## Galerie

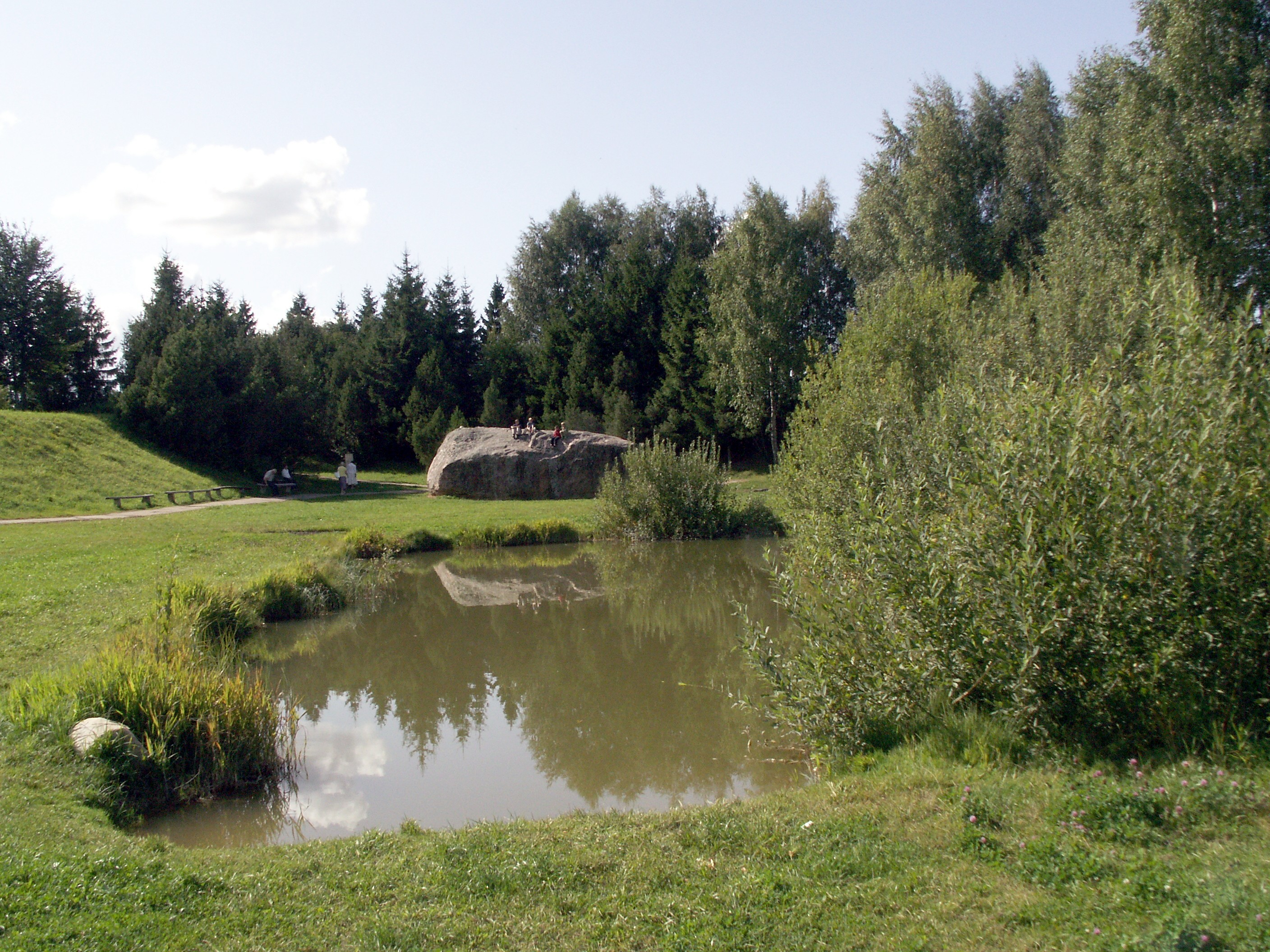
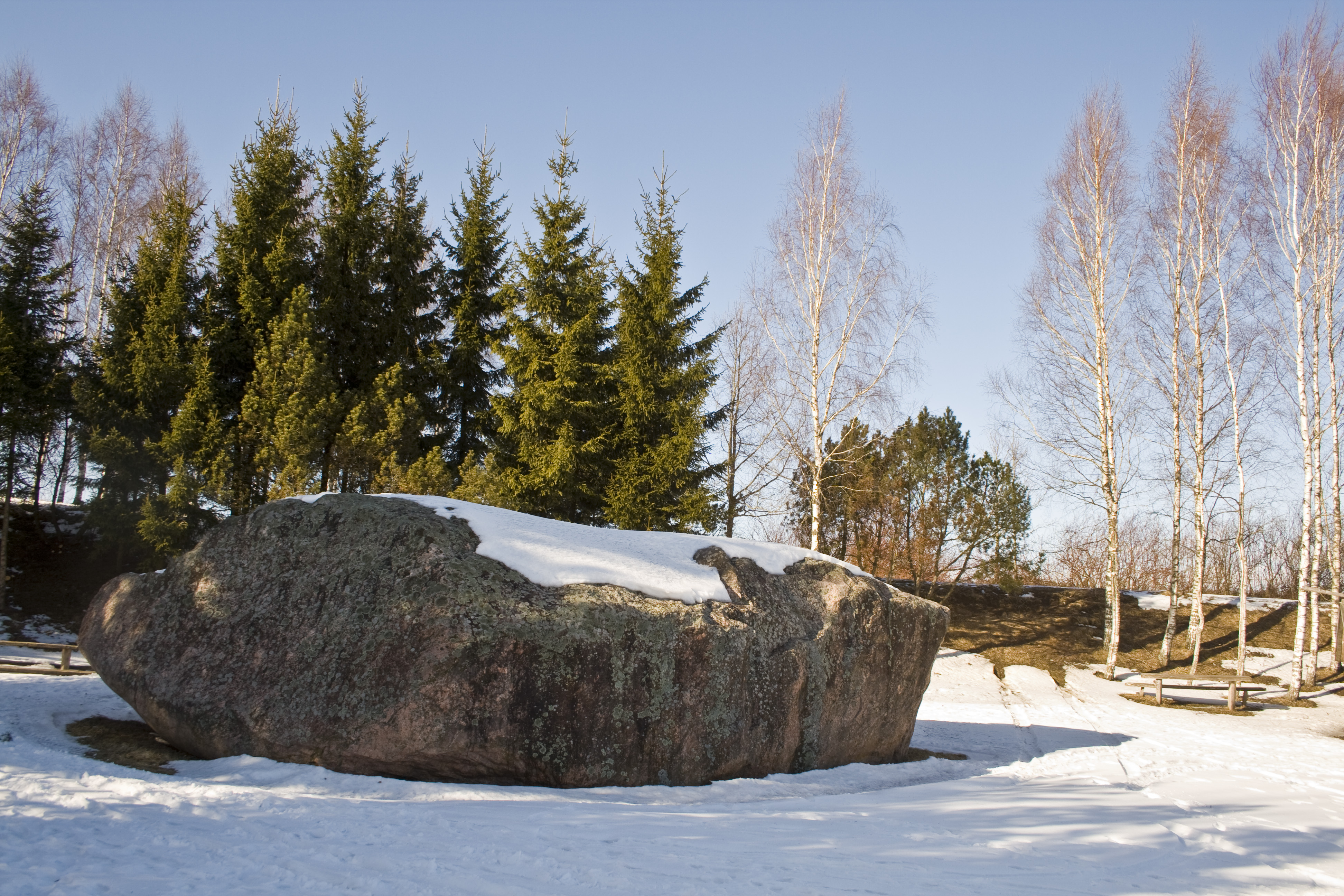